# Opălcensko, Kărdjali
Opălcensko (în bulgară Опълченско) este un sat în comuna Kărdjali, regiunea Kărdjali,  Bulgaria. 

## Demografie
Componența etnică a satului Opălcensko
     Nicio identificare (63,07%)
     Bulgari (8,21%)
     Turci (28,7%)
     Romi (0%)
La recensământul din 2011, populația satului Opălcensko era de 937 locuitori. Nu există o etnie majoritară, locuitorii fiind turci (28,7%) și bulgari (8,21%). Pentru 63,07% din locuitori nu este cunoscută apartenența etnică.